# Hans Faber (Widerstandskämpfer)
Johannes Friedrich Faber (* 15. Dezember 1900 in Börtlingen; † 18. August 1958 in Schöntal) war ein evangelischer Pfarrer und Religionslehrer, der während der NS-Diktatur in Heidenheim Widerstand leistete.

## Leben

### Jugend und Familie
Johannes Faber wurde als Kind von Theodor Faber, einem evangelischen Pfarrer, und Clara Faber geboren. Er war das älteste von fünf Kindern. Er besuchte die Volksschule in Faurndau und das Realgymnasium in Göppingen. Am 6. November 1943 heiratete Faber Lieselotte Ebinger. Das Paar hatte keine Kinder.

### Berufsleben

#### Vor der NS-Diktatur
Johannes Faber besuchte in Maulbronn das evangelische Seminar. Während des Ersten Weltkrieges musste Faber eine „Not-Reifeprüfung“ ablegen, da er noch für einige Monate als Soldat eingezogen wurde. Nach dem Ersten Weltkrieg begann er ein Theologiestudium in Tübingen. Darauffolgend wurde er Stadtvikar in Stuttgart. Ab 1924 unterrichtete Faber am Reutlinger Gymnasium das Fach Evangelische Religionslehre. Neben seiner Arbeit als Religionslehrer war er in diversen kirchlichen Ämtern vertreten, bei denen er häufig mit der Jugend arbeitete. 1930 bekam er erstmals Schwierigkeiten mit der Schulleitung, da er abfällig über die Ideologie des Nationalsozialismus geredet haben soll.

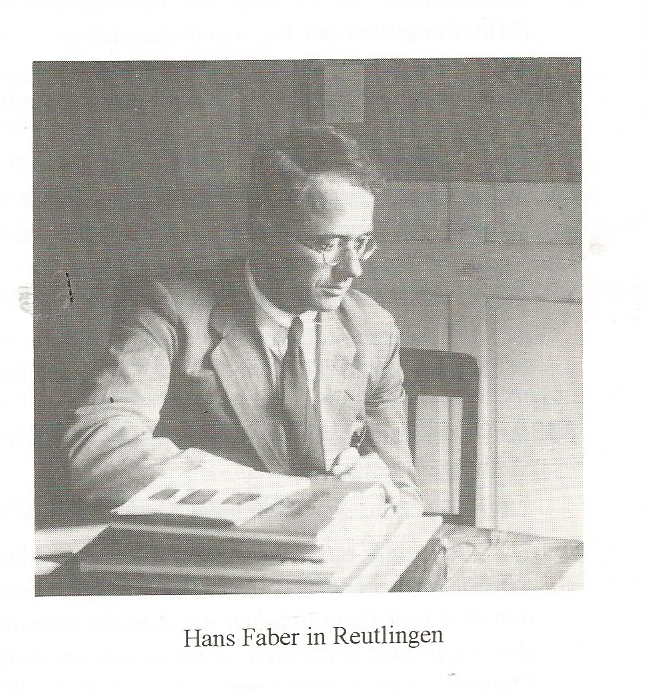
Johannes Faber beim Arbeiten

#### Während der NS-Diktatur
Faber war gegenüber dem Evangelium sehr treu und legte während seiner Examenspredigt ein Treuegelöbnis ab. Er wollte den Religionsunterricht an den Schulen nicht nach der Vorgabe des Staates, sondern nach der Vorgabe der Kirche gestalten. Dieses brachte ihn in Schwierigkeiten mit der NS-Diktatur. Nach der Machtergreifung Hitlers wurde Faber strenger überwacht. Außerdem regte er die Schüler an, der kirchlichen Jugend und nicht der Hitler-Jugend beizutreten. Weiter verweigerte er den Hitlergruß und die Teilnahme an nationalsozialistischen Lehrertreffen.
1935 kam es zu ersten Anschuldigungen durch die Ministerialabteilung für die höheren Schulen. Nach weiteren Auseinandersetzungen mit dem Direktor über Fabers Verhalten im Hinblick auf den Nationalsozialismus wurde er für zwei Monate vom Dienst suspendiert. Am 25. Oktober 1935 wurde Johannes Faber nach Heidenheim an die Horst-Wessel-Schule zwangsversetzt. Auf einer Elternversammlung von 1937 widersprach er seinem Direktor Honold in Heidenheim. Er verteidigte die Juden und nannte sie Kinder Gottes. Auch wurde ihm vorgeworfen, dass seine politische Einstellung nicht die Gewähr biete, eine nationalsozialistische Erziehung zu leisten. Weiter soll Faber abfällige Äußerungen über die Maßnahmen des damaligen Staates von sich gegeben haben. Am 21. September 1937 wurde Faber offiziell das Recht des Unterrichtens entzogen. Er wurde am 15. Februar 1939 in den Ruhestand versetzt. Ein wichtiger Grund hierfür war die spektakuläre Elternversammlung im Jahr 1937. Am 27. September 1939 beschloss Faber, in den Dienst der Kirche zu treten.

#### Nach dem Ende der NS-Diktatur
Nach dem Krieg wurde Faber am Seminar in Maulbronn eingestellt. Nach einem Monat wurde er ins Kloster Schöntal versetzt, wo er die Führung der Geschäfte eines Ephorus im evangelischen Seminar übernahm. Johannes Faber blieb bis zu seinem Tod in Schöntal.